# Пролетаровка
Пролета́ровка (рос. Пролетаровка) — селище у складі Матвієвського району Оренбурзької області, Росія.

## Населення
Населення — 121 особа (2010; 247 у 2002).
Національний склад (станом на 2002 рік):
- росіяни — 51 %